# 도미니카 공화국 중앙은행
도미니카 공화국 중앙은행(스페인어: Banco Central de la República Dominicana, 약칭 BCRD)은 도미니카 공화국의 중앙은행이다. 1947년 중앙은행 금융법이 제정되었으며, 같은 해 10월 9일 지금의 도미니카 공화국 중앙은행이 설립되었다.
도미니카 페소의 가치의 유지 등 도미니카 공화국 경제에 중요한 역할을 맡고 있다.